# Financial Planning Standard Council (Canada)
Le Conseil des normes en planification financière (traduction de "Financial Planning Standards Council" - FPSC) est un organisme canadien à but non lucratif de normalisation de la pratique professionnelle et de certification professionnelle dans le domaine de la planification patrimoniale (désignée aussi Planification financière patrimoniale ou Conseils en gestion de patrimoine ou Planification financière personnelle).
Le FPSC assure que les gradués (les professionnels obtenant le titre de « CERTIFIED FINANCIAL PLANNER » et les certificateurs du FPSC de niveau 1 en planification financière patrimoniale) respectent les normes appropriées de compétence et de professionnalisme grâce à des exigences rigoureuses en matière d'éducation, d'examen, d'expérience et d'éthique.
Depuis son incorporation en 1995, FPSC est devenu le principal organisme de normalisation pour la planification financière de type patrimoniale au Canada, en élevant les normes de la désignation CFP et en établissant la certification CFP comme norme de référence pour les planificateurs financiers canadiens. Le FPSC réalise sa mission en:
- définissant l'activité de planification financière de type patrimoniale;
- élaborant et faisant appliquer des normes dans ce domaine.

La mission continue de FPSC est de stimuler la valeur et d'instiller la confiance dans la planification financière de type patrimonial.

## Mandat
Le mandat du FPSC est:
- assurer une éducation appropriée des professionnels de la planification financière postulants ou certifiés;
- promouvoir les marques FPSC et CFP comme synonymes de la profession de planification financière de type patrimoniale.

## Réglementation
Les «normes de responsabilité professionnelle» du FPSC englobent quatre ensembles de normes au Canada:
- Code de déontologie du FPSC,
- Règles de conduite du FPSC,
- "FPSC Fitness Standards",
- Normes de pratique de planification financière du FPSC.

Le Québec a son propre encadrement des activités professionnelles des "Planificateurs financiers" sous l'égide de l'Autorité des marchés financiers (Québec) (AMF), de la Chambre de la sécurité financière (CSF) pour la déontologie et l'Institut québécois de planification financière (IQPF) pour la formation de base et l'administration du règlement sur la formation continue des Pl.Fin.
En 2015, l'IQPF et le FPSC ont conclu une entente sur les normes recommandées en planification financière de type patrimoniale pour l’ensemble du Canada dans un document de référence intitulé La planification financière au Canada: définitions, normes et compétences. Ce guide comporte des principes de déontologie uniformisés ainsi qu’une série de normes de pratique qui devraient être observées par toute personne détenant le titre de Pl. Fin. ou de CFPMD. Les deux organismes définissent ainsi les standards d’éthique recommandés et de services auxquels les clients devraient pouvoir s’attendre d’une relation professionnelle. Ces normes canadiennes recommandées ont notamment été élaborées à partir des critères professionnels élevés, en collaboration avec le Financial Planning Standards Board (FPSB), dont les membres représentent collectivement plus de 150 000 planificateurs financiers à l’échelle internationale.

## Services offerts au public
FPSC offre une variété de services accessibles au public:
- trouver un planificateur financier via le site Internet du FPSC;
- éducation du public sur la planification financière;
- "semaine de la planification financière", qui se déroule en novembre de chaque année: différents événements organisés et campagne de sensibilisation;
- bulletin bimensuel.

## Services fournis aux conseillers
- Lignes directrices sur les hypothèses de la projection,
- Activités de formation continue en planification financière patrimoniale,
- Registre d'unités de formation continue (UFC) pour les planificateurs financiers canadiens,
- Outils de planification financière offerts aux conseillers,
- Boîte à outils de marketing[1].